# Nami Matsuyama
Pour les articles homonymes, voir Matsuyama.
Nami Matsuyama (松山 奈未, Matsuyama Nami), née le 28 juin 1998 à Kitakyūshū,, est une joueuse japonaise de badminton.

## Carrière
En paire avec Chiharu Shida, elle remporte la médaille de bronze du double dames aux Jeux olympiques d'été de 2024.